# Ford U
 (mai 2016).
Si vous disposez d'ouvrages ou d'articles de référence ou si vous connaissez des sites web de qualité traitant du thème abordé ici, merci de compléter l'article en donnant les références utiles à sa vérifiabilité et en les liant à la section « Notes et références ».
Misant sur l'héritage de la Ford T, la voiture concept Ford U, lancée en 2003, est propulsée par le premier moteur à combustion interne à l'hydrogène suralimenté au monde ; il est doté d'une boîte de vitesses électrique hybride.
Les panneaux de carrosserie, la bourrure des sièges et la graisse utilisée sur la Ford U sont à base de soja, les pneus à base de maïs et l'huile moteur à base de graines de tournesol.

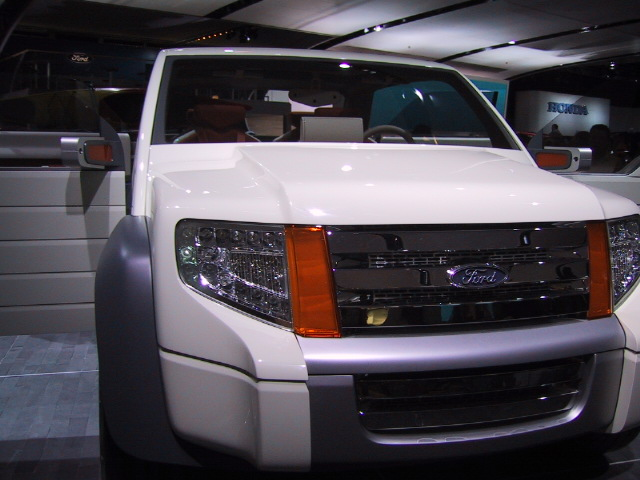
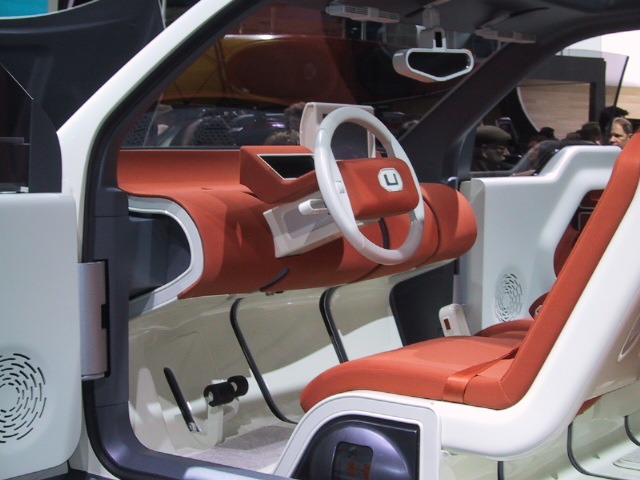

## Moteur
Le Model U utilise un moteur quatre cylindres en ligne suralimenté à combustion interne et à hydrogène de 2,3 litres, qui utilise également une transmission électrique hybride. Avec ce type de moteur et de transmission, ce moteur était à la hauteur des normes pour les véhicules à émissions nulles ou partielles.

## Conception
L'extérieur du Model U est à base de soja et l'intérieur est hautement automatisé. Il a un toit en toile rétractable électriquement et il peut passer d'un SUV à un pick-up avec son toit arrière rétractable automatiquement. L'intérieur dispose d'un système de fentes[pas clair] pour réduire l'encombrement.